# 渡辺由佳里
渡辺 由佳里（わたなべ ゆかり、1960年 - ）は、日本の作家、エッセイスト、翻訳家。

## 人物・来歴
兵庫県生まれ。京都大学医療技術短期大学部卒、同大学部専攻科修了。京都大学医学部付属病院に3年間勤務。多くの職を体験し、東京で外資系医療用装具会社勤務後、香港を経て1995年よりアメリカに移住。現在はアメリカのボストン近郊でビジネス講演者の夫デイヴィッド・ミーアマン・スコットと二人暮らし。2001年に小説『ノーティアーズ』で小説新潮長編新人賞受賞。

## 著書
- 『ノーティアーズ』（新潮社） 2001.6
- 『神たちの誤算』（新潮社） 2002.10
- 『ゆるく、自由に、そして有意義に ストレスフリー・ツイッター術』（朝日出版社） 2010.10
- 『ジャンル別洋書ベスト500』（コスモピア） 2013.8
- 『どうせなら、楽しく生きよう』（飛鳥新社） 2014.10
- 『トランプがはじめた21世紀の南北戦争 アメリカ大統領選2016』（晶文社） 2017.1
- 『ベストセラーで読み解く現代アメリカ』（亜紀書房） 2020.3
- 『アメリカはいつも夢見ている はた迷惑だけれど自由な「夢の国」が教えてくれること』（ベストセラーズ） 2022.3

## 翻訳
- 『看護診断にもとづく在宅看護ケアプラン』（マリー・S・ジャフェ, リンダ・スキッドモアーロス、Scott渡辺由佳里訳、医学書院） 1998.3
- 『妄想に取り憑かれる人々』（リー・ベア、日経BP社） 2004.2
- 『グレイトフル・デッドにマーケティングを学ぶ』（デイヴィッド・ミーアマン・スコット, ブライアン・ハリガン、糸井重里監修・解説、日経BP社） 2011.12、のち日経ビジネス人文庫
- 『毒見師イレーナ』 (マリア・V・スナイダー、ハーパーコリンズ・ジャパン、ハーパーBOOKS） 2015.7
- 『それを、真の名で呼ぶならば 危機の時代と言葉の力』（レベッカ・ソルニット、岩波書店） 2020.1
- 『アンチレイシスト・ベビー』（イブラム・X・ケンディ作、アシュリー・ルカシェフスキー絵、合同出版） 2021.1